# 東京オリンピック・パラリンピック担当大臣
東京オリンピック・パラリンピック担当大臣（とうきょうオリンピック・パラリンピックたんとうだいじん、英: Minister for the Tokyo Olympic and Paralympic Games）は、日本の国務大臣で、2020年東京オリンピック・パラリンピック競技大会の開催及び開催後の総括及び大会レガシーに関する施策を円滑に推進するため、行政各部の所管する事務の調整を担当することを命じられた者の呼称。首相官邸の閣僚名簿の表示は「東京オリンピック競技大会・東京パラリンピック競技大会担当」であるが、官報に掲載の正式な担当の名称は、下記の通り開催決定時から開催後まで変遷しており、冒頭のものが2022年8月10日の廃止時点のものである。
通称・略称は、オリ・パラ担当大臣、五輪・パラ担当相、五輪担当大臣、五輪担当相、五輪大臣、五輪相など。

## 概説
2013年9月、7年後の2020年の第32回夏季オリンピック大会並びに第16回夏季パラリンピック大会の東京都での開催が決定したことを受け、同年9月13日付で、文部科学大臣の所管事項として「2020年オリンピック・パラリンピック東京大会の円滑な準備に資するため行政各部の所管する事務の調整」 を担当することとなり、文部科学大臣下村博文が新設される東京五輪担当相を兼任することとなった。
2015年の令和三年東京オリンピック競技大会・東京パラリンピック競技大会特別措置法（平成27年法律第33号、以下題名の改題の前後を通じて「特別措置法」という。）の成立により、内閣に東京オリンピック競技大会・東京パラリンピック競技大会推進本部（以下、「推進本部」）を設置し本部長に内閣総理大臣安倍晋三、副本部長に内閣官房長官菅義偉とともに、専任の東京オリンピック競技大会・東京パラリンピック競技大会担当大臣を設置することになり、2015年6月25日に下村の東京オリンピック・パラリンピック担当の兼務を解き、遠藤利明が初代の専任大臣として入閣した。
内閣法附則第4項により、推進本部が設置されている2022年3月31日までは、国務大臣の定員が1名増員されていた。ただし、橋本聖子（就任当時）、丸川珠代（再任時）は、内閣府特命担当大臣（男女共同参画担当）とオリンピック・パラリンピック担当を兼務しており、また堀内詔子は、ワクチン接種推進担当大臣を兼務していた。
2020年3月30日、新型コロナウイルス感染症（COVID-19）の世界的拡大を受け、同年夏に開催予定だった東京オリンピック・パラリンピックの1年程度、2021年夏への開催の延期が決定した。
なお、特別措置法の規定により推進本部が解散する2022年3月31日までの期間限定の閣僚増員であるため、専任の大臣としての東京五輪担当相はこの日限りで廃止され、4月1日以降は、東京五輪担当相は末松信介文部科学大臣に命じられた。2022年8月10日の内閣改造で、末松信介文部科学大臣が退任したが、改造後の第2次岸田改造内閣において、オリンピック・パラリンピック担当の指定はされず、事実上消滅した。

## 歴代大臣
| 氏名 | 氏名 | 内閣 | 内閣 | 就任年月日 | 出身母体等 | 備考等 |
| 国務大臣（2020年オリンピック・パラリンピック東京大会の 円滑な準備に資するため行政各部の所管する事務の調整担当）                                                                                     | 国務大臣（2020年オリンピック・パラリンピック東京大会の 円滑な準備に資するため行政各部の所管する事務の調整担当） | 国務大臣（2020年オリンピック・パラリンピック東京大会の 円滑な準備に資するため行政各部の所管する事務の調整担当） | 国務大臣（2020年オリンピック・パラリンピック東京大会の 円滑な準備に資するため行政各部の所管する事務の調整担当） | 国務大臣（2020年オリンピック・パラリンピック東京大会の 円滑な準備に資するため行政各部の所管する事務の調整担当） | 国務大臣（2020年オリンピック・パラリンピック東京大会の 円滑な準備に資するため行政各部の所管する事務の調整担当） | 国務大臣（2020年オリンピック・パラリンピック東京大会の 円滑な準備に資するため行政各部の所管する事務の調整担当） |
| --- | --- | --- | --- | --- | --- | --- |
| 下村博文 | | 第2次安倍内閣                                                                                                   | 第2次安倍内閣                                                                                                   | 2013年9月13日                                                                                                   | 自由民主党 （町村派）                                                                                           | 文部科学大臣が兼任                                                                                              |
| 下村博文 | 改造内閣 | | | 2013年9月13日                                                                                                   | 自由民主党 （町村派）                                                                                           | 文部科学大臣が兼任                                                                                              |
| 下村博文 | 第3次安倍内閣                                                                                                   | 第3次安倍内閣                                                                                                   | 2014年12月24日                                                                                                  | | 自由民主党 （町村派）                                                                                           | 文部科学大臣が兼任                                                                                              |
| 氏名 | 氏名 | 内閣 | 内閣 | 就任年月日 | 出身母体等 | 備考等 |
| 国務大臣（2020年度に開催される 東京オリンピック競技大会及びパラリンピック競技大会の 円滑な準備及び運営に関する施策を総合的かつ集中的に推進するため 企画立案及び行政各部の所管する事務の調整担当）   | | | | | | |
| 遠藤利明 | | 第3次安倍内閣                                                                                                   | 第3次安倍内閣                                                                                                   | 2015年6月25日                                                                                                   | 自由民主党 （谷垣G）                                                                                            | 初入閣 |
| 遠藤利明 | 第1次改造 | | | 2015年6月25日                                                                                                   | 自由民主党 （谷垣G）                                                                                            | |
| 丸川珠代 | | 第2次改造 | 2016年8月3日 | 自由民主党 （細田派）                                                                                           | | |
| 鈴木俊一 | | 第3次改造 | 2017年8月3日 | 自由民主党 （麻生派）                                                                                           | | |
| 鈴木俊一 | 第4次安倍内閣                                                                                                   | 第4次安倍内閣                                                                                                   | 2017年11月1日                                                                                                   | 自由民主党 （麻生派）                                                                                           | | |
| 桜田義孝 | | | 第1次改造 | 2018年10月2日                                                                                                   | 自由民主党 （二階派）                                                                                           | 初入閣 |
| 鈴木俊一 | | 2019年4月11日                                                                                                   | 第1次改造 | 自由民主党 （麻生派）                                                                                           | 桜田の辞任による再任                                                                                            | |
| 橋本聖子 | | 第2次改造 | 2019年9月11日                                                                                                   | 自由民主党 （細田派）                                                                                           | 初入閣 内閣府特命担当大臣（男女共同参画担当）を兼任                                                             | |
| 橋本聖子 | 菅義偉内閣 | 菅義偉内閣 | 2020年9月16日                                                                                                   | 自由民主党 （細田派）                                                                                           | 再任 内閣府特命担当大臣（男女共同参画担当）を兼任                                                               | |
| 丸川珠代 | 菅義偉内閣 | 菅義偉内閣 | | 自由民主党 （細田派）                                                                                           | 2021年2月18日                                                                                                   | 橋本が大会組織委員会会長就任に伴い辞任したことによる再任 内閣府特命担当大臣（男女共同参画担当）を兼任           |
| 国務大臣（令和三年に開催された 東京オリンピック競技大会及びパラリンピック競技大会の 総括及び大会レガシーに関する施策を総合的かつ集中的に推進するため 企画立案及び行政各部の所管する事務の調整担当） | | | | | | |
| 堀内詔子 | | 第1次岸田内閣                                                                                                   | 第1次岸田内閣                                                                                                   | 2021年10月4日                                                                                                   | 自由民主党 （岸田派）                                                                                           | 初入閣 ワクチン接種推進担当大臣を兼任                                                                           |
| 堀内詔子 | 第2次岸田内閣                                                                                                   | 第2次岸田内閣                                                                                                   | 2021年11月10日                                                                                                  | | 自由民主党 （岸田派）                                                                                           | 初入閣 ワクチン接種推進担当大臣を兼任                                                                           |
| 末松信介 | 第2次岸田内閣                                                                                                   | 第2次岸田内閣                                                                                                   | | 2022年4月1日 | 自由民主党 （安倍派）                                                                                           | 文部科学大臣が兼任                                                                                              |
| | | | | 2022年8月10日廃止                                                                                               | | |